# Власиха (река)
Власи́ха — малая река в Алтайском крае, левый приток Барнаулки (впадает в 17 км выше устья). Бассейн реки частично находится в пределах города Барнаула в его юго-западной части.

## Физико-географические особенности
Река Власиха протекает по Приобскому плато с севера-запада на юго-восток. Исток находится у посёлка Шахи Павловского района Алтайского края на высоте около 240 м над уровнем моря, но из-за нерегулярности стока часть русла реки пересыхает. Регулярный сток образуется после запруженной части реки — севернее одноимённого реке села Власиха. Впадает Власиха в Барнаулку, на 2 км выше по течению от посёлка Борзовая Заимка на высоте 150 м.
Модуль годового стока колеблется от 1 до 5 л/с с км², а расход воды составляет — менее 1 м³/с. Общий объём годового стока около 3,5 млн м³. Тип водного режима относится рекам с весенним половодьем и редкими паводками в летне-осенний период. Снеговое и дождевое питание — 80-85 %, грунтовое — 15—20 %.
В пределах барнаульского ленточного бора река пересекает территорию активного оврагообразования. Окружающие ландшафты представлены днищами балок с лугово-кустарниковой растительностью на аллювиально-луговых почвах, а также придолинными склонами с остепнённой луговой растительностью. При этом данные ландшафты имеют средний эколого-природный потенциал и высокую антропогенную нагрузку.
Инженерно-геологические условия представлены современными отложениями пролюво-делювия: песками, суглинками и супесями.

## Использование
Река Власиха используется местным населением прежде всего как источник пресной питьевой воды, так как долина реки является водоносным комплексом. В верхнем течении это воды спорадического распространения в нижне-среднечетвертичных отложениях краснодубровской свиты, а в нижнем — водоносные горизонты верхнечетвертичных аллювиальных отложений надпойменных террас Барнаулки.
Выше по течению от села Власиха, долина реки активно используется в качестве пастбища и сенокоса, а основная часть реки, пересекающая ленточный бор в рекреационных целях: здесь находятся летние детские оздоровительные лагеря, места для загородного отдыха горожан.

## Данные водного реестра
По данным государственного водного реестра России относится к Верхнеобскому бассейновому округу, водохозяйственный участок реки — Обь от города Барнаул до Новосибирского гидроузла, без реки Чумыш, речной подбассейн реки — бассейны притоков (Верхней) Оби до впадения Томи. Речной бассейн реки — (Верхняя) Обь до впадения Иртыша.